# Vasile Alecsandri
Vasile Alecsandri (21. červenec 1821 Bacău – 22. srpen 1890 Mirceşti) byl rumunský spisovatel, politik a diplomat narozený na území dnešního Moldavska. Proslul především jako sběratel rumunského folklóru. Byl klíčovou osobností rumunského národního obrození v 19. století. Patřil do generace tzv. „osmačtyřicátníků“, tedy rumunských spisovatelů, politiků a intelektuálů, kteří se zapojili do revoluce roku 1848.

## Život
Pocházel ze zámožné bojarské rodiny, mohl tak vystudovat prestižní střední školu Victora Cuenima v Jasy a poté, roku 1834, odjet zdokonalovat svou francouzštinu do Paříže. Ve francouzštině také publikoval své první literární texty. Pod vlivem romantismu však začal hledat základnu moderní rumunské poezie v lidu - v roce 1839 se proto vrátil do Rumunska, toulal se podhůřím karpatských hřebenů a sbíral lidovou slovesnost. Poté znovu hojně cestoval po západní a jižní Evropě, mimo jiné i se svou životní láskou Elenou Negri, která však byla vážně nemocná a během návratu do Rumunska zemřela na palubě lodi, Vasilovi v náručí. Napsal o tomto zážitku báseň Steluţa (Hvězdička).
Do Rumunska se vrátil roku 1847, právě včas, aby se zapojil do revoluce roku 1848. Patřil ke klíčovým aktivistům v Moldavsku, psal burcující verše (Deşteptarea României, Rumunsko, povstaň) a sepsal i klíčový politický manifest revolučního hnutí (Dorinţele partidei naţionale din Moldova, Požadavky Národní strany Moldavska). Revoluce však byla poražena a on musel odejít do exilu. Přes Transylvánii a Rakousko uprchl do Paříže.
Zde usilovně propagoval kauzu rumunských vlastenců, vrátil se však také k rumunskému folklóru. Přednášel o něm před francouzskými vzdělanci, k nimž patřili i historici Jules Michelet a Edgar Quinet. Z Paříže zaslal redakci černovického časopisu Bucovina dvanáct lidových balad, mezi nimiž byla i ta nejslavnější Mioriţa (Ovečka). V časopisu vyšly postupně od září 1849 do září 1850. Roku 1850 se také vrátil do Rumunska.
V roce 1852 vydal v Jasech první a v následujícím roce druhý svazek své klíčové sbírky, kterou nazval Lidové básně. Ohlas v Rumunsku byl mimořádný. Kniha byla také rychle přeložena do francouzštiny, angličtiny a němčiny. Francouzský překlad, vzhledem k tomu, že francouzština byla takřka jeho druhou mateřštinou, pořídil sám Alecsandri (vyšel roku 1855). Druhé, značně rozšířené vydání vyšlo v Bukurešti roku 1866 pod názvem Lidové básnictví Rumunů (Poezii populare ale românilor). Knihu otevírala slavná předmluva. Její první větu se dnes učí každý Rumun ve škole: „Rumun se rodí jako básník!" Součástí předmluvy je i teoretická folkloristická část, která dělí rumunskou lidovou slovesnost do tří kategorií: 1) starobylé písně neboli balady, 2) doiny (lyrické písně), 3) hory (písně ke kolovému tanci), 4) drobné útvary jako descîntece (zaříkávadla), strigături (hesla skandovaná během tance) apod. Toto rozdělení uznává folkloristika dodnes.
Politicky se v pozdějších letech soustředil na boj za sjednocení Moldavska a Valašska. Známá je jeho báseň Hora Unirii (Píseň jednoty), kterou sepsal roku 1856, a která za sjednocení pléduje. K tomuto sjednocení také došlo roku 1859 a předseda vlády Alexandru Ioan Cuza Vasila poté jmenoval ministrem zahraničních věcí nového rumunského státu. Funkci zastával do roku 1860, později se stal rumunským vyslancem v Paříži.
Roku 1881 napsal báseň Trăiască Regele (Bůh ochraňuj krále), která byla textem rumunské hymny až do roku 1947.
Byl otevřeným antisemitou, stereotypně zobrazení židé prostupují řadou jeho děl a hojně tak přispěl k rozšíření antisemitismu v moderní rumunské kultuře.